# Sonia Nassery Cole
Sonia Nassery Cole (Kabul, 1965) è una regista, scrittrice e attivista afghana naturalizzata statunitense che si batte per i diritti umani.

## Biografia

### I primi anni di vita
Sonia Nassery Cole è nata a Kabul, in Afghanistan, ed è figlia di un diplomatico afgano. All'età di quattordici anni è fuggita senza la sua famiglia dal suo Paese dilaniato dalla guerra, nel caos dell'invasione sovietica del 1979 per cercare rifugio negli Stati Uniti d'America.
All'età di diciassette anni si sentì in dovere di scrivere una lettera di nove pagine al Presidente degli Stati Uniti d'America Ronald Reagan sull'ingiustizia nel suo Paese e per chiedere aiuto. Il presidente fu così commosso dalla lettera che la invitò nello Studio Ovale.

### Lavoro umanitario in Afghanistan
Dopo il sostegno del presidente Reagan e anni successivi di attivismo, nel 2002 Sonia Nassery ha fondato la Afghanistan World Foundation e ha inoltre incanalato la sua passione sulla diffusione della consapevolezza sull'ingiustizia nel suo Paese attraverso documentari e film. È stata determinante nella raccolta di fondi utilizzati per varie necessità come la costruzione di un ospedale per donne e bambini a Kabul, cure mediche per le vittime delle mine antiuomo e altre cause. Nassery Cole si occupa principalmente del miglioramento delle condizioni di donne e bambini in Afghanistan.
Sonia ha anche stretto amicizia con la cantante Natalie Cole mentre lavorava con la Afghanistan World Foundation, in cui è diventata membro del consiglio dell'organizzazione insieme a numerose persone influenti tra cui Henry Kissinger, il principe Alberto di Monaco, Anne Heche, Susan Sarandon e altri ancora.

### Carriera cinematografica
Cole ha lavorato nel cinema a partire dal 1994. Nel 2007 ha diretto il cortometraggio The Bread Winner . Nel 2010 il suo film The Black Tulip è stato selezionato come voce ufficiale dell'Afghanistan per il miglior film in lingua straniera all'83ª edizione degli Academy Awards. Il film ha vinto il premio "miglior film" al Boston Film Festival, al Beverly Hills Film Festival e al Salento Film Festival.
Il film, presentato in anteprima all'Ariana Cinema Theatre il 23 settembre 2010 e proiettato alla base NATO e all'ambasciata americana, e distribuito da SnagFilms,  parla di una famiglia a Kabul che apre un'attività di ristorazione dopo la caduta del il regime talebano.  Il film ha ricevuto recensioni sulla stampa su The New York Times, The New York Observer, NBC e ABC.
Il suo film "I am you" (Io sono te) è un lungometraggio indipendente basato sulla vera storia di tre rifugiati afgani, sulla loro volontà di sopravvivere e sulle condizioni drammatiche che affrontano durante i loro viaggi.

### Autrice
Nel 2013 ha ricevuto il Freedom to Write Award dal PEN Center USA. Nell'ottobre 2013 ha pubblicato il libro, "Will I Live Tomorrow?" (Vivrò domani?).

### Vita privata
Attualmente risiede a New York City e Beverly Hills, in California. Ha divorziato da Christopher H. Cole, ma mantiene il suo cognome.  Ha un figlio.
Ha ricevuto il premio "Congressional Recognition" il 4 dicembre 2006, "Afghan American Sisterhood Award" e il "UN Women Together Award" il 7 giugno 2012. Cole è membro del Jodi Solomon Speakers Bureau.